# Elegy Written in a Country Churchyard

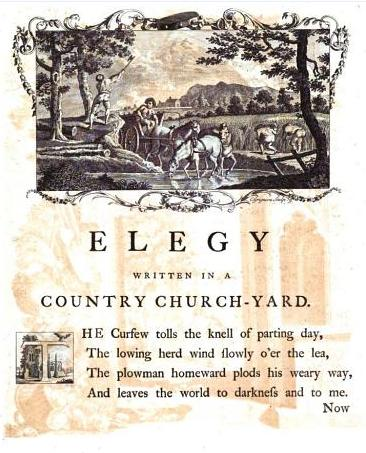
Voorpagina

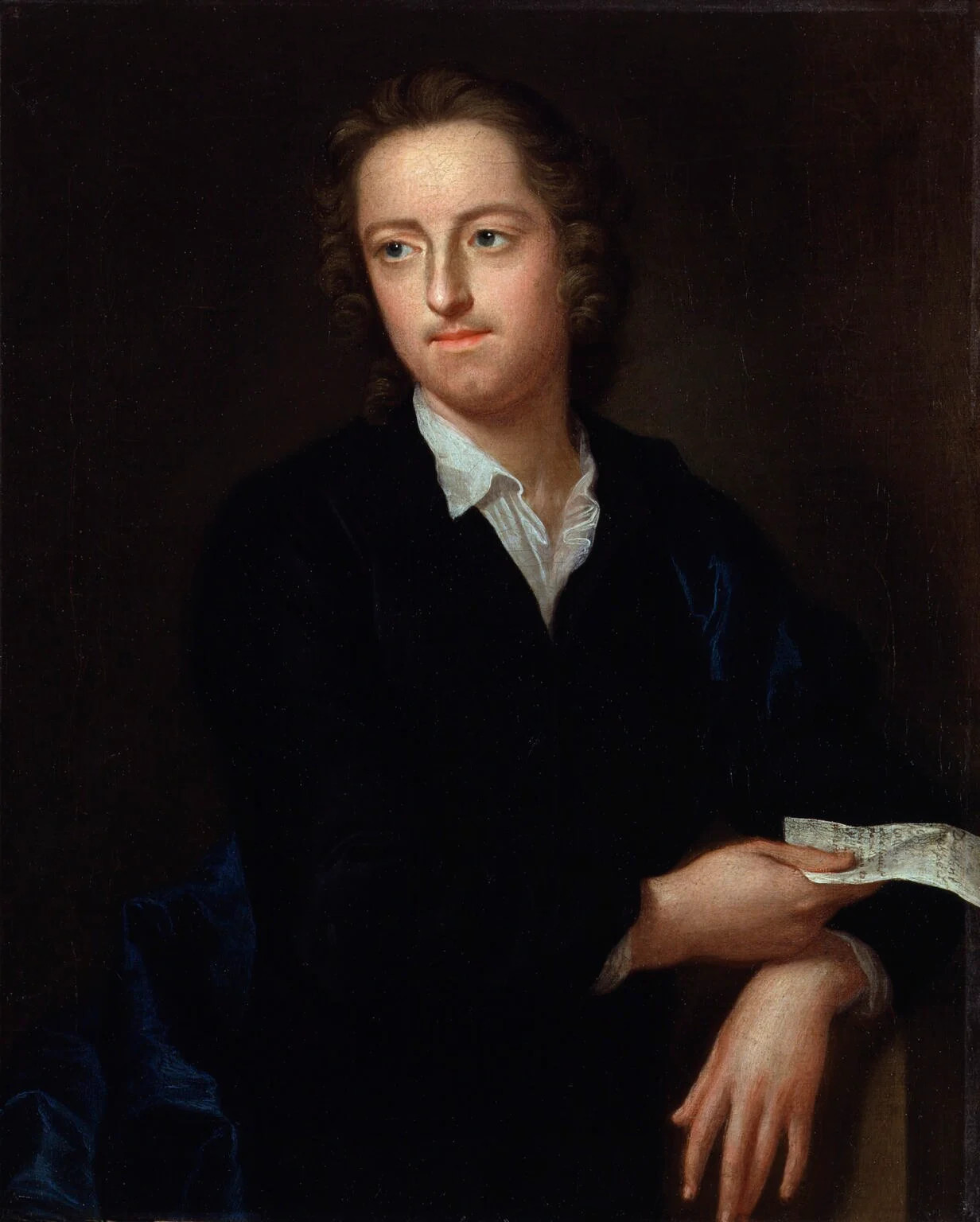
Thomas Gray

Elegy Written in a Country Churchyard is het bekendste werk van de Engelse dichter Thomas Gray.
Aangenomen wordt dat hij het gedicht schreef op de begraafplaats van Stoke Poges in Buckinghamshire, waar Gray zelf begraven ligt naast zijn moeder. Het gedicht behoort nog altijd tot de populairste en meest geciteerde gedichten in Engeland. Hij wordt, mede op basis van dit werk, wel gerekend tot de preromantische stroming van het sentimentalisme en een voorloper van de Romantiek. Gray wordt door de Elegy beschouwd als de vader van de kerkhofpoëzie.
Het gedicht telt 128 tienlettergrepige regels en is opgebouwd uit 32 kwatrijnen. De laatste drie coupletten worden voorafgegaan door de aanduiding The Epitaph. Het werd voor het eerst gepubliceerd in 1750, al had Gray er al sinds 1742 aan gewerkt.
Het gedicht is een bespiegeling over leven en dood. Niemand kan aan de dood ontsnappen, ook de rijken en de hogere standen niet, of mensen met veel kennis en ambitie ("The paths of glory lead but to the grave"). Het heeft dus geen zin neer te zien op de eenvoudige lieden die hier begraven liggen. Ook zij waren van belang voor hun omgeving en familie en onder hen bevonden zich mogelijkerwijs mensen met grote mogelijkheden, die zij op hun manier ook zullen hebben waargemaakt.
Het gedicht toont de overgang van de neoklassieke naar de romantische dichtkunst. De gebruikte versvorm is typisch voor de neoklassieke Engelse poëzie. De belangstelling die Gray toont voor de arme bevolking wijst vooruit naar de romantiek, waarin een meer emotionele benadering van het onderwerp werd toegepast dan in de voorafgaande periode.
Romanschrijver en dichter Thomas Hardy ontleende de titel van zijn roman Far from the Madding Crowd aan dit gedicht.